# Закон о снижении налогов и создании рабочих мест
Закон о снижении налогов и создании рабочих мест (англ. Tax Cuts and Jobs Act) или сокр. TCJA — федеральный закон США, принятый 115-м Конгрессом США и подписанный 45-м президентом США Дональдом Трампом 1 января 2018 года. Согласно Закону, ставки прогрессивного налогооблажения в США для одиноких и женатых граждан снижаются в среднем на 1,65 % (снижение налога на доходы физических лиц), а бизнесу предоставляются налоговые льготы, также, уменьшаются налоговые ставки для корпораций с 35 до 21 %.

## Содержание
Акт, предусматривающий согласование в соответствии с разделами II и V параллельной резолюции о бюджете на 2018 финансовый год и является актом Конгресса о доходах Соединенных Штатов, первоначально представленным в Конгрессе как Закон о сокращении налогов и рабочих мест (TCJA), который внес поправки в Налоговый кодекс 1986 года.
Основные элементы изменений включают снижение налоговых ставок для корпораций и физических лиц, увеличение стандартного вычета и семейных налоговых льгот, отмену личных освобождений и снижение выгодности детализирования вычетов, ограничение вычетов для государственных и местных подоходных налогов и налогов на имущество, дальнейшее ограничение вычета процентов по ипотеке, снижение альтернативного минимального налога для физических лиц и его отмена для корпораций, удвоение освобождения от налога на имущество и снижение штрафа за нарушение индивидуального мандата Закона о доступном медицинском обслуживании до 0 долларов США. The New York Times описала TCJA как «самую масштабную налоговую реформу за десятилетия».
Большинство изменений, внесенных законопроектом, вступили в силу 1 января 2018 года и не повлияли на налоги 2017 года. Закон существенно сократил ставки налога на прибыль для крупного бизнеса с 35 до 21 %.

## Оценки
Многие положения о налоговых льготах, содержащиеся в TCJA, в частности, включая снижение налога на доходы физических лиц, такие как изменения в стандартном вычете должны истечь в 2025 году, в то время как многие из налоговых льгот для бизнеса истекают в 2028 году. Продление льгот заставило экономистов всего политического спектра беспокоиться о том, что это усилит инфляционное давление и ухудшит фискальную траекторию Америки. Бюджетное управление Конгресса оценивает, что продление истекающих положений добавит 4,6 триллиона долларов дефицита за 10 лет.
Исследования показывают, что Закон TCJA непропорционально увеличил федеральный долг, а также доходы после уплаты налогов для самых обеспеченных слоев населения. Это привело к предполагаемому 11%-ному росту корпоративных инвестиций, но его влияние на экономический рост и среднюю заработную плату оказалось меньше ожидаемого и в лучшем случае скромным.